# Set (déu)
En la mitologia egípcia, Set (en grec Σήθ Sḗth; en llatí Sēth; en egipcià swtẖ Sutekh o stẖ Setekh) era un déu de la gran Ennèada de l'Heliòpolis. Era el déu de la violència i del desordre.
Fill de Geb i de Nut, germà i assassí d'Osiris, era una divinitat guerrera particularment temuda. Déu del desert i dels animals feréstecs, amo de la tempesta que mutila regularment la Lluna. Antagonista d'Osiris, fou finalment vençut per Horus, fill d'aquest. Ra l'adoptà i esdevingué el seu defensor contra les forces de les tenebres que continuen sent l'herència d'Apofis.

## Culte
Durant el període tinita, va ser objecte de veneració oficial, i fou un déu tan important com Horus en el regnat de Khasekhemui. En el període de dominació dels hicsos (dinastia XV), era un déu nacional i hom l'identificava amb Baal i la ciutat d'Àvaris. Va ser considerat abominable durant la dinastia XVII i part de la XVIII, com a reacció a l'enemic Hicsos. Els Rames rehabilitaren el déu, temporalment, ja que eren originaris de la zona de culte a Set, i s'associà amb els assumptes militars durant la dinastia XIX. Durant el primer mil·lenni aC, tornà a ser el cruel assassí del déu Osiris.
Com a déu major, Set era protector de l'Alt Egipte, on era venerat, principalment a Nubth (Ombos; Kom Ombo), però mai va gaudir de culte pel poble egipci, llevat d'algunes èpoques de les primeres dinasties. Va tenir santuaris a Àvaris, Abidos i Pi-Ramsès.
Un dels seus seguidors va ser el governant hics, Apepi, el qual va prendre Sutekh (Set) com a únic senyor, sense servir cap altre déu que hi hagués al país, i va construir un temple en el seu honor al costat del seu palau, a Àvaris.
| sw | W | t · x | E20 | A40 |

| sw | W | t · x | E20 | A40 |